# IrcOp
 (octobre 2007).
Si vous disposez d'ouvrages ou d'articles de référence ou si vous connaissez des sites web de qualité traitant du thème abordé ici, merci de compléter l'article en donnant les références utiles à sa vérifiabilité et en les liant à la section « Notes et références ».
Un IRCop (terme anglais contraction de IRC Operator, prononcé IRC Op, et parfois IRCcop) est un opérateur IRC.

## Fonctions
Les opérateurs IRC sont chargés de faire respecter les règles du réseau et d'améliorer celui-ci dans divers secteurs, aussi bien techniques que relationnels. Parfois, ils sont amenés à modifier la configuration d'un serveur, voire du réseau.
Les permissions d'un opérateur IRC varient selon le serveur considéré, et la configuration de celui-ci. Il existe une hiérarchie des pouvoirs au sein des IRCops, allant de l'IRCop au NetAdmin (Administrateur du réseau). Le statut d'IRCop ne peut être donné que par les administrateurs (d'un serveur : server-admin, ou du réseau : NetAdmin) et les décisions de recrutement d'un nouvel IRCop sont bien souvent prises en équipe.
Les IRCops sont divisés en opérateurs locaux et globaux. Les premiers sont limités au(x) serveur(s) sur lesquels ils ont un accès spécifique, les seconds peuvent effectuer des actions affectant tous les utilisateurs sur le réseau (autrement dit, ils peuvent agir à partir d'un serveur X sur une personne connectée au serveur Y, les serveurs X et Y étant reliés).
Traditionnellement, une liste des opérateurs sur un serveur particulier est disponible dans le MOTD ou par la commande /stats o. La commande « /who 0 o » affiche la liste des IRCops disponibles et non cachés.

## Capacités
Afin de remplir leur rôle, les opérateurs IRC ont habituellement les capacités suivantes :
- Forcer la déconnexion des utilisateurs (kill)
- Bannir des utilisateurs au niveau du serveur ou des serveurs (K:line ou, respectivement, G:line)
- Reconnecter les serveurs victimes d'un Netsplit
- Gérer la configuration des serveurs, dans le cas où ils ont un rôle technique

D'autres responsabilités plus précises peuvent se rajouter, telles que la gestion des salons du serveur, des animations à l'échelle du serveur, etc.
La possibilité de modérer un canal sans avoir le statut correspondant (Opérateur de canal ou semi-opérateur) n'est pas accessible systématiquement aux IRCops et fait l'objet d'une autorisation supplémentaire dans la O-line.

## IRCop / Admin
Un NetAdmin (Ou moins fréquemment IRCAdmin) s'occupe du fonctionnement technique du réseau, et a fortiori, de chacun des serveurs.
Il peut être assisté dans cette tâche par un ou des server-admins (Administrateurs de serveur) qui ont chacun la charge d'un serveur.
Par définition, ces deux postes sont réservés aux personnes ayant un accès physique et/ou distant aux machines hébergeant les serveurs IRC.
Même s'ils ont des commandes supplémentaires sur chacun des serveurs, le NetAdmin et le server-admin sont des opérateurs globaux.
C'est, en général, l'administrateur de chaque serveur qui crée les O-lines (accès IRCop) propres à son serveur.

## Types de bans
Un IRCop peut interdire l'accès d'une manière permanente ou temporaire.

### K-line
Un K-line interdit l'accès à un certain serveur du réseau, et ce de manière temporaire ou permanente.

### G-line
Un G-line agit de la même manière que le K-line, mais celui s'applique sur l'ensemble des serveurs d'un réseau IRC.

### Z-line
Le Z-line est une interdiction globale qui est effectuée sur l'adresse IP d'un utilisateur plutôt que sur son « hostmask ». Ce type d'interdiction est souvent permanent.

### D-line
La particularité du D-line est que l'utilisateur affecté ne pourra même pas se connecter au serveur, alors que le K-line déconnectera.